# 배인식

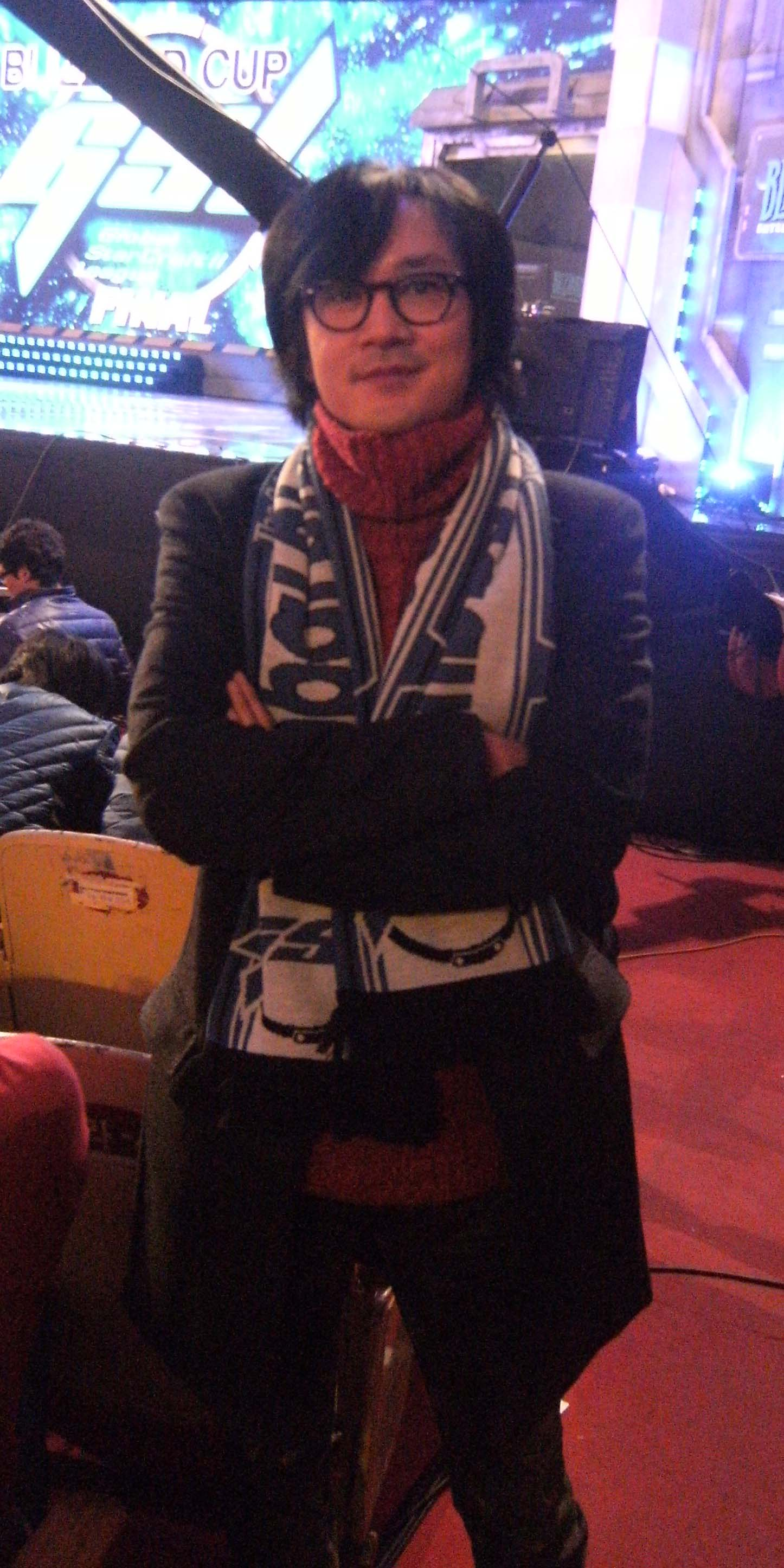
배인식 그레텍 대표

배인식(1968년 1월 17일 ~ )은 대한민국의 기업인으로, 현재 그래텍의 대표이사이다. 삼성전자의 전략기획실에서 근무하다, 1997년에 퇴사하고 1999년 그레텍을 설립. 사업 초기에는 팝폴더와 구루구루를 제작해 회사에 막대한 수익을 안겨주었으나 곧 이내 접고 2003년 곰플레이어를 제작해, 현재 전 세계 1억 건 다운로드를 기록하는 인기를 끌고 있다.

## 수상 목록
- 2007년 대한민국 인터넷대상 정보통신부 장관상
- 2006년 대한민국 인터넷대상 국무총리상
- 2003년 벤처기업대상 국무총리표창

## 인용
1. ↑  “보관된 사본”. 2011년 11월 14일에 원본 문서에서 보존된 문서. 2011년 12월 23일에 확인함.